# 马来西亚国会大厦
3°08′59″N 101°40′45″E / 3.149617°N 101.679116°E
马来西亚国会大厦（英語：Malaysian House of Parliament）别称国会，是马来西亚国会上议院与下议院的所在地，坐落于首都吉隆坡联邦直辖区，其位于国家英雄纪念碑的附近。

## 简介
马来西亚国会大厦是由公共工程局的英籍建筑师，即威廉艾弗希普利（Willian Ivor Shipley）设计。该座大厦于1959年12月举行动土礼，1962年9月开始建造并在1963年9月。自1963年11月21日正式落成后曾经翻新数次但整体建筑并没有明显的变化。
马来西亚国会大厦建筑分为两个部分，即3层楼高的主厦和一幢17层楼高的77米高塔。主厦1楼为保安检查，任何进入国会大厦的人都需经过严格的安全检查。上议院与下议院分别设于主厦的2楼与3楼，而国会办公室则设在高塔内。
为舒缓首都吉隆坡日渐拥堵的情况，马来西亚联邦政府已于1999年将所有的国家行政机关与国家司法机关从吉隆坡搬迁至行政首都布城联邦直辖区。吉隆坡目前为金融和宪法法定首都，而布城则是行政首都和联邦中央政府所在地。而为了避免国际对布城与吉隆坡的首都地位混乱，联邦政府特将国会大厦留在吉隆坡以凸显吉隆坡为马来西亚的首要首都、金融首都以及宪法法定首都的地位。
马来西亚国会大厦虽然曾在2003年至2004年期间翻新，但却在之后长期面对漏水事件。2012年至2017年进行二次翻新，并为国会大厦加入绿色科技器材如太阳能板、环保材料和集中控制系统，以及採用中央管理系统以节省使用能源，并延长建筑的使用期限50年。